# Krapovickasia physaloides
Krapovickasia physaloides är en malvaväxtart som först beskrevs av Presl, och fick sitt nu gällande namn av P.A. Fryxell. Krapovickasia physaloides ingår i släktet Krapovickasia och familjen malvaväxter. Inga underarter finns listade i Catalogue of Life.